# Croatian International 2000
Die Croatian International 2000 fanden vom 6. bis zum 9. April 2000 in Zagreb statt. Es war die zweite Austragung dieser internationalen Meisterschaften von Kroatien im Badminton.

## Medaillengewinner
| Disziplin    | Gold                              | Silber                          | Bronze                             |
| ------------ | --------------------------------- | ------------------------------- | ---------------------------------- |
| Herreneinzel | Richard Vaughan                   | Jyri Aalto                      | Kasper Ødum                        |
| Herreneinzel | Richard Vaughan                   | Jyri Aalto                      | Conrad Hückstädt                   |
| Dameneinzel  | Anu Weckström                     | Markéta Koudelková              | Heike Schönharting                 |
| Dameneinzel  | Anu Weckström                     | Markéta Koudelková              | Rayoni Head                        |
| Herrendoppel | Michał Łogosz Robert Mateusiak    | Mihail Popov Svetoslav Stoyanov | Michael Helber Björn Siegemund     |
| Herrendoppel | Michał Łogosz Robert Mateusiak    | Mihail Popov Svetoslav Stoyanov | Manuel Dubrulle Vincent Laigle     |
| Damendoppel  | Felicity Gallup Joanne Muggeridge | Neli Boteva Diana Koleva        | Rayoni Head Markéta Koudelková     |
| Damendoppel  | Felicity Gallup Joanne Muggeridge | Neli Boteva Diana Koleva        | Karen Stechmann Claudia Vogelgsang |
| Mixed        | Mike Beres Kara Solmundson        | Björn Siegemund Karen Stechmann | Ola Molin Johanna Persson          |
| Mixed        | Mike Beres Kara Solmundson        | Björn Siegemund Karen Stechmann | Jean-Michel Lefort Tatiana Vattier |